# Вулкаций Руфин
Вулкаций Руфин (на латински: Vulcacius Rufinus) е политик на Римската империя през 4 век и роднина на Константиновата династия.

## Биография
Руфин е син на Максим (praefectus urbi). Брат е на Нераций Цереал (консул 358 г.) и на Гала (съпруга на Юлий Констанций и майка на Констанций Гал).
Той е понтифекс максимус, консулар на Нумидия, comes ordinis primi intra consistorium, comes per orientem Aegypti et Mesopotamiae per easdem vice sacra iudicans от 5 април 342 г., преториански префект на Италия от 344 до 347 г. През 347 г. той е консул заедно с Флавий Евсебий.
След това е преториански префект на Илирия между 347 и 352 г. През 354 г. той е преториански префект на Галия. Между 365 и 368 г. e преториански префект на Италия, Галия и Африка.
Умира по време на службата си.